# Real Girl
Real Girl  est le premier album solo de Mutya Buena, commercialisé le 4 juin 2007 au Royaume-Uni. Après avoir quitté le girl group Sugababes, Mutya signe un contrat chez son précédent label Universal, et plus spécifiquement le label 4th And Broadway qui venait de revoir le jour. L'album compte de nombreux collaborateurs et de grands musiciens, ainsi on le retrouve en duo avec Groove Armada, ainsi que George Michael également enregistré avec le célèbre Amy Winehouse.
Ce duo sample le titres de The Ronettes, Be My Baby. Lors d'une interview au magazine Cosmopolitan, elle révèle que le premier single serait Real Gril, précédé d'une sortie numérique dès le 14 mai sur Internet, et avec pour date officielle de sortie dans le commerce le 28 mai 2007. Ce titre est produit par Full Phatt, une maison de production londonienne. Le second single est le duo avec Groove Armada Song 4 Mutya (Out Of Control), sa commercialisation coïncidant avec la date de sortie du prochain single de Groove Armada.
La vidéo de Real Girl a été dévoilée en exclusivité sur le site officiel ainsi que quelques titres de l'album à venir tels Just A Little Bit, Strung Out et ''Wonderful.
L'album a également été commercialisé au Japon au mois d'août et comprenait les 13 pistes de l'édition anglaise auxquelles s'ajoutent deux remix bonus de Real Girl.
Le titre Real Girl est basé sur un sample d'une chanson de Lenny Kravitz, It Ain't Over 'til It's Over.

## Liste des pistes
| #  | Titre | Durée |
| -- | --- | ----- |
| 1  | "Just A Little Bit" Auteurs : E. White, P. Sheyne                                                           | 3:17  |
| 2  | "Real Girl" Auteurs : L. Kravitz, N. Scarlett, M. Ward, D. Gillard                                          | 3:29  |
| 3  | "Song 4 Mutya (Out of Control)" (avec Groove Armada) Auteurs : Groove Armada, K. Poole, M. Buena, T. Hutton | 3:30  |
| 4  | "Breakdown Motel" Auteurs : C. Dodds, J. Dollar                                                             | 4:20  |
| 5  | "Strung Out" Auteurs : P. Kirtley, T. Hawes, O. Mhondera, M. Buena, A. Berrabah                             | 4:15  |
| 6  | "It's Not Easy" Auteurs : M. Buena, F. Howard, S. Frank, P. Simm                                            | 4:32  |
| 7  | "Suffer for Love" Auteurs : A. Tennant, G. Lally, M. Buena, L. Simon, L. Brownlee, G. Redmond               | 3:27  |
| 8  | "Not Your Baby" Auteurs : M. Buena, M. Ward, D. Gillard                                                     | 3:29  |
| 9  | "Wonderful" Auteurs : J. Thompson, G. Roudette-Muschamp                                                     | 3:07  |
| 10 | "B Boy Baby" (avec Amy Winehouse) Auteurs : P. Spector, E. Greenwich, J. Barry, A. Hunte                    | 3:53  |
| 11 | "This Is Not (Real Love)" (avec George Michael) Auteurs : G. Michael, J. Jackman, R. Cushnan                | 5:58  |
| 12 | "Paperbag" (Bonus de l'édition anglaise et australienne) Auteurs : J. Douglas, N. Woodward, M. Buena        | 4:18  |
| 13 | "My Song" Auteurs : J. Thompson, G. Roudette-Muschamp, W. Wilkins                                           | 3:36  |

## Pistes non utilisées
Voici quelques titres enregistrés mais qui n'ont finalement pas été retenu sur la version définitive de l'album. Une partie avaient été mis en écoute sur le MySpace de Mutya.
- Addiction
- Blind Date
- Call Back, Or Drop Dead
- Darkside
- Greedy For Love
- Hollow
- I'm Just Me
- If We're Ever Gonna Be
- My Love Story
- Not A Love Song
- Sunshine
- To The Limit
- Wannabe
- Whatever

## Singles officiels
- Real Girl - Mai 2007
- Song 4 Mutya (Out of Control) (avec Groove Armada) - Juillet 2007
- Just A Little Bit - Octobre 2007
- B Boy Baby (feat. Amy Winehouse) - Décembre 2007

## Autre single
- This Is Not (Real Love) (avec George Michael) - Novembre 2006

## Classement des ventes
| Pays        | Date            | Classement | Chiffres des ventes | Certification   |
| ----------- | --------------- | ---------- | ------------------- | --------------- |
| Royaume-Uni | 10 juillet 2007 | #10        | 60 000              | disque d'argent |
| Irlande     | 8 juin 2007     | #51        | 15 000+             | —               |
| Pologne     | 5 juillet 2007  | #51        | 10 000+             | —               |
| Pays-Bas    | 5 juillet 2007  | #71        | 10 000+             | —               |
| Australie   | 10 juillet 2007 | #21 Urban  | —                   | —               |
| Jordanie    | Août 2007       | #10        | 10 000+             | disque d'argent |
| Monde       | 2007            | —          | 120 000+            | —               |

## Détails de commercialisation
| Pays        | Date           | Label           | Format | Catalogue     |
| ----------- | -------------- | --------------- | ------ | ------------- |
| Royaume-Uni | 4 juin 2007    | Island Records  | CD     | 1734610       |
| Australie   | 9 juillet 2007 | Island Records  | CD     | 0602517346109 |
| Pologne     | 20 juin 2007   | Universal Music | CD     | 0602517364332 |